# Tomasz Napoleon Nidecki

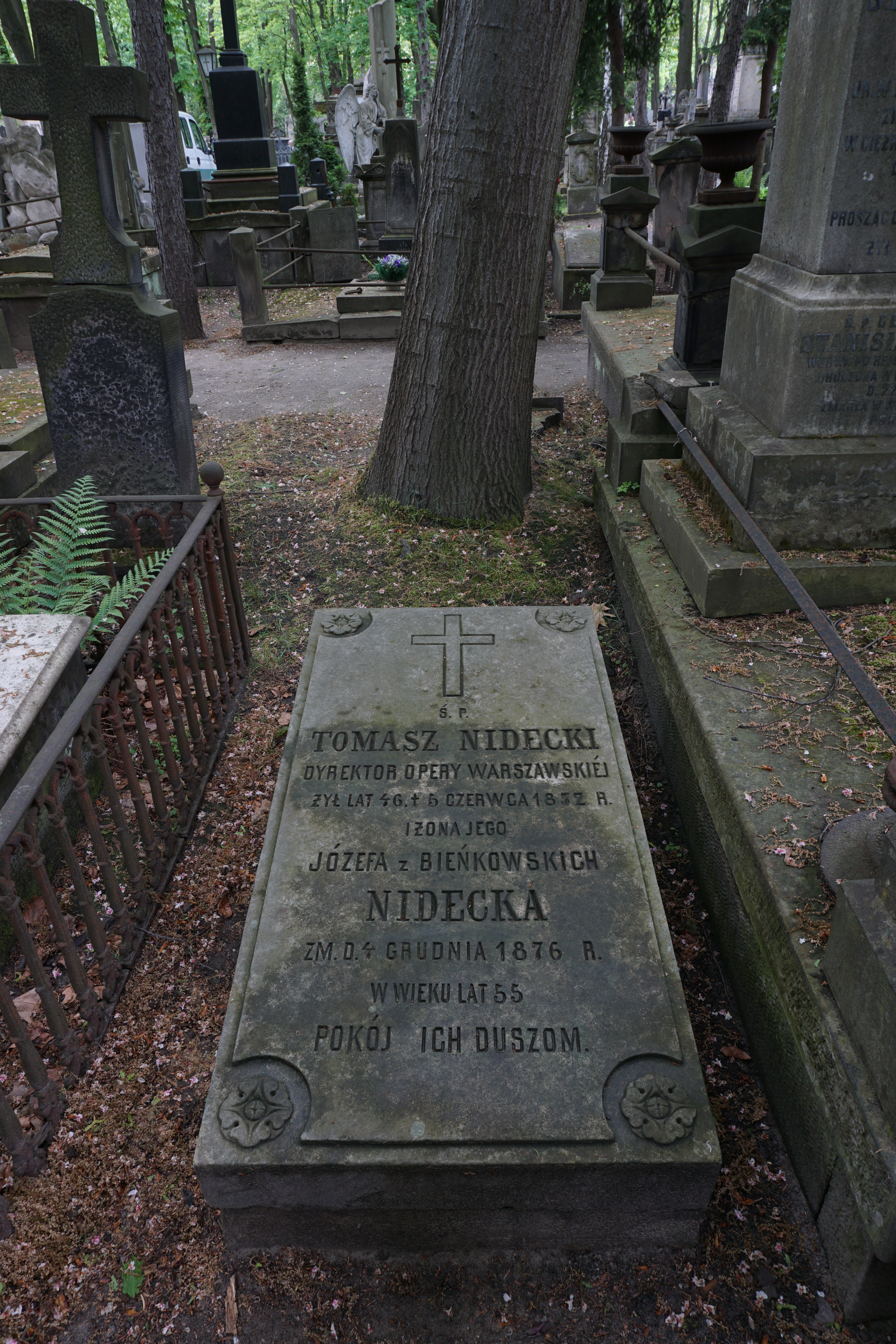
Grób Tomasza Napoleona Nideckiego na cmentarzu Powązkowskim

Tomasz Napoleon Nidecki (ur. 2 stycznia 1807 w Studziannie, zm. 5 czerwca 1852 w Warszawie) – polski kompozytor, dyrygent i pianista.

## Życiorys
Od 1822 studiował w Konserwatorium w Warszawie grę fortepianową w klasie u Alojzego Stolpego, grę na skrzypcach pod kierunkiem Józefa Bielawskiego i grę organową u Wenzela Wilhelma Würfla. W latach 1824–1827 studiował w Szkole Głównej Muzyki kompozycję pod kierunkiem Józefa Elsnera, który wystawił mu ocenę „szczególna zdolność”. Po dyplomie przez krótki czas pracował jako skrzypek w orkiestrze Teatru Wielkiego. W latach 1828–1831 studiował w Wiedniu, prawdopodobnie w tamtejszym Konserwatorium, jako stypendysta polskiego rządu .
Bywał u Fryderyka Chopina, który w sierpniu 1829 przyjechał do Wiednia na dwa koncerty, a w latach 1830–1831 ćwiczył w jego mieszkaniu przy Kohlmarkt, przygotowując się do wykonania Koncertu e-moll. Z myślą o Nideckim jako współkoncertancie Chopin szkicował wiosną 1831 koncert na dwa fortepiany. W 1831 związał się z teatrem w Leopoldstadt, gdzie od sezonu 1833/1934 został zaangażowany na stałe jako kapelmistrz po sukcesie swej operetki Der Waldbrand oder Jupiters Strafe.
W czerwcu 1838 wrócił do Warszawy, gdzie rok później wystawił w Teatrze Wielkim operę Le cheval de bronze (Koń spiżowy) Daniela Aubera i otrzymał tam stanowisko dyrektora opery, dzieląc je do 1840 z Karolem Kurpińskim, a od 1845 z Janem Ludwikiem Quattrinim. Na scenie tej wystawił po raz pierwszy w Polsce m.in. Normę Vincenza Belliniego i Łucję z Lammermooru Gaetana Donizettiego (obie 1845), Loterię Stanisława Moniuszki, Don Pasquale i Córkę pułku Donizettiego (wszystkie 1846), Martę Friedricha von Flotowa (1850), Makbeta i Ernaniego Giuseppe Verdiego (1851)
. W ocenie współczesnych mu polskich krytyków był sprawnym i rzetelnym dyrygentem, jednak jako dyrektor nie potrafił utrzymać wysokiego poziomu opery warszawskiej z czasów Kurpińskiego.
Do 1850 uczył śpiewu w szkole przy Teatrze Wielkim i gimnazjum realnym w Warszawie . Prowadził chóry w kościołach warszawskich, dla których tworzył repertuar. 
Był żonaty Józefą Bieńkowską (od 28 sierpnia 1838, zm. w 1861 roku). Zmarł w czasie epidemii cholery. Został pochowany na cmentarzu Powązkowskim w Warszawie (kwatera 11 rząd 3 grób 27).

## Twórczość
Kompozycje Nideckiego, które za jego życia były znane i cenione, szybko uległy zapomnieniu. Jego wystawiane w Wiedniu operetki miały po kilkadziesiąt przedstawień, a wiedeńska krytyka chwaliła zastosowaną w nich inwencję melodyczną, „zachwycające chóry i arietty” oraz dobrą instrumentację. W uwerturach podkreślano oryginalność i „szlachetność stylu”, widząc w nich dążenie do pogłębionej formy artystycznej. Zalety te sprawiły, że funkcjonowały one jako samodzielne dzieła symfoniczne, a Nideckiego nazywano „kompozytorem uwertur”.

## Wybrane kompozycje
(na podstawie materiałów źródłowych )

### Operetki
- Die Kathi von Hollabrunn, 3 akt., wyst. w Wiedniu, 1831
- Schneider, Schlosser und Tischler, 3 akt., wyst. w Wiedniu, 1831
- Der Waldbrand oder Jupiters Strafe, 2 akt., wyst. w Wiedniu, 1833
- Der Schwur bei den Elementen oder Das Weib als Mann, 3 akt., wyst. w Wiedniu, 1834 (też w przekł. kompozytora jako Przysięga na żywioły, czyli kobieta mężczyzną, wyst. w Warszawie, 1845)
- Versöhnung, Wohltätigkeit und Liebe, 1 akt., wyst. w Wiedniu, 1834
- Der Traum am Tannenbühl oder Drei Jahre in einer Nacht, 2 akt., wyst. w Wiedniu, 1835
- Die Junggesellen-Wirtschaft im Monde, 2 akt., wyst. w Wiedniu, 1835
- Der Temperamentenwechsel, 3 akt., wyst. w Wiedniu, 1836
- Der Geist der düstern Inseln oder Der Spiegel der Zukunft, 2 akt., wyst. w Warszawie, 1837

### Utwory orkiestrowe
- Marsz uroczysty wykonany podczas przeniesienia Obrazu Świętej Weroniki..., 1841 (transkrypcja na fortepian, 1841)
- Polonaise sur des Motifs de l’Opéra Le Brasseur de Preston (transkrypcja na fortepian, 1841)
- Polonaise à Grand Orchestre exécutée le 27 Maj /8 Juin 1846 au Théâtre de l’Orangerie à Łazienki... (transkrypcja na fortepian, 1846)
- Marsz żałobny na orkiestrę dętą i chór, pamięci J.I. Kraszewskiego
- Polonez i hymn Lwowa „Boże Cesarza chroń”
- Uwertura według melodramatu „Das Mädchen von Gomez Arias” A. Schumachera

oraz liczne utwory fortepianowe, wokalno-instrumentalne (w tym m.in. 2 msze, Ave Maria, Salve regina, kantaty) i pieśni na głos z towarzyszeniem fortepianu.